# SFK Kozel
SFK Kozel je kroměřížský florbalový klub založený roku 2001.
Mužský tým hraje Regionální ligu mužů v regionu Jihomoravský a Zlínský kraj pod jménem SFK Kozel Počenice. Ve dvou sezónách 2009/2010 a 2010/2011 hrál tým 1. ligu (druhou nejvyšší mužskou florbalovou soutěž).
Předchůdcem tohoto klubu je kroměřížský klub Fbc Biena Kroměříž. V oddíle je registrovaných téměř 200 florbalistů. Mezi další úspěchy patří účast juniorů ve 2. lize a ocenění celého oddílu cenou druhý nejúspěšnější klub v kategorii Kolektivní sport kroměřížského regionu sezóny 2008/2009 a nejúspěšnější klub v kategorii Kolektivní sport kroměřížského regionu sezóny 2010/2011.

## Muži
| Sezóna                                           | Úroveň | Soutěž              | Umístění | Poznámka                                                                    |
| ------------------------------------------------ | ------ | ------------------- | -------- | --------------------------------------------------------------------------- |
| Do sezóny 2008/2009 hrál tým regionální soutěže  |        |                     |          |                                                                             |
| 2008/2009                                        | 3      | 2. liga – divize IV | 1.       | Výhra v baráži proti FBC Česká Lípa – Postup do vyšší ligy                  |
| 2009/2010                                        | 2      | 1. liga             | 8.       | Vypadnutí ve čtvrtfinále play-off proti FBŠ Bohemians                       |
| 2010/2011                                        | 2      | 1. liga             | 6.       | Vypadnutí ve čtvrtfinále play-off proti Torpedo Havířov – Dobrovolný sestup |
| Od sezóny 2011/2012 hraje tým regionální soutěže |        |                     |          |                                                                             |